# جون رودجرز
جون رودجرز (بالإنجليزية: John Rodgers)‏ هو ضابط أمريكي، ولد في 11 يوليو 1772 في هافر دي غريس في الولايات المتحدة، وتوفي في 1 أغسطس 1838 في فيلادلفيا في الولايات المتحدة.